# 大角茉里
大角 茉里（おおすみ まり、1985年12月17日 - ）は松竹芸能に所属するフリーアナウンサー。元愛媛朝日テレビ・元千葉テレビ放送アナウンサー。

## 来歴
- 兵庫県出身。大阪女学院中学校・高等学校[1]、神戸松蔭女子学院大学卒業。
- 2008年、愛媛朝日テレビに入社（同期は五月女結[2]）。
- 2010年1月10日、『アタック25』女性アナウンサー大会で矢佐間恵とペアを組んで出場。結果は6枚で挑戦権出場はならなかった。3年後の2013年1月6日に坂口愛美とペアを組んで再び出場するも、挑戦権出場はならなかった。
- 地上デジタル放送推進大使を、前任者の海野紀恵の退職後に引継ぎ、2011年4月から愛媛県内でアナログ放送が終了する同年7月24日まで務めた。
- 2016年3月に愛媛朝日テレビを退社。同年5月1日に千葉テレビ放送に入社。千葉への移籍を決めた理由として、プロ野球（千葉ロッテマリーンズ）やJリーグ（柏レイソル、ジェフユナイテッド市原・千葉）などスポーツが盛んであることを挙げている[3]。実際に、2016年7月から2020年3月までジェフ千葉の応援番組である『WIN BY ALL!』を担当した。
- 2018年7月15日にイオン市川妙典店にて行徳警察署生活安全課 主催の『電話de詐欺被害防止キャンペーン』のイベントに参加し行徳警察署の一日署長に委嘱された。
- 2020年4月24日放送の『NEWSチバ930』で4月末に千葉テレビ放送を退社すると発表した。以後はフリーとなり、松竹芸能に所属している。
- 2021年6月15日に入籍した[4]。
- 2021年12月に第一子となる男児を出産[5]。

## 人物

### 趣味・特技
- 趣味:料理[6]、スポーツ観戦（阪神タイガースの大ファン）[6]、旅行[6]
- 特技:料理[6]、書道[6]、野球のスコア付け[6]、フラワーアレンジメント[6]

### 資格・免許
- 健康管理能力検定1級[6][7]、健康管理士一般指導[6]、話しことば検定[6]

### 家族
- 父、母、姉[8][9]
- 実家に住んでいた頃は、中学3年か高校1年生の頃から飼っているチョコくんという愛犬と暮らしていた[8][10][11]。

### 交友関係
- 中学校・高校の同級生が八木麻紗子（テレビ朝日）である[12]。
- フリーアナウンサーの小倉星羅は他局の同期で、その後転職先の千葉テレビで同僚であった[3]。プライベートでも会う関係[13]。
- フリーアナウンサーの久下真以子、びわ湖放送の松永五九雄は他局の同期で生田教室の仲間である[14]。

## エピソード
- 大学時代は毎日放送でアルバイトをしていた[15]。
- アナウンススクールの生田教室に通っていた[16][14][17]。
- 甲子園と実家が近いところにあるという[3][18]。

## 担当番組
愛媛朝日テレビ時代
- ぐるりん瀬戸内
- eatニュース
- ニュースBOX（月曜日～木曜日、スポーツ担当）
- Love Chu! Chu!（木曜日）
- アナろぐ!（火曜日～木曜日）
- ココロンタイム（月曜日～木曜日）
- スーパーJチャンネルえひめ（水曜日～木曜日）
- トラっ娘MARIの今夜も眠れないっ!（月曜日）
- ON&OFF〜えひめリーダーの素顔〜（日曜日）
- 大好き!まつやま まちネタおたからハンティング（木曜日）

チバテレ時代
- NEWSチバ600・930（2016年5月 - 2020年4月）
- AKB48チーム8のKANTO白書 バッチこーい!（2017年10月 - 2020年4月）－ ウグイス嬢（ナレーション）
- WIN BY ALL!（2016年7月 - 2020年3月）
- 全国高等学校サッカー選手権大会中継（千葉県代表校のベンチリポートなど）
- ちば！経済最前線

フリー転身後
- 第99回全国高等学校サッカー選手権大会中継（2020年12月 - 1月）
2020年4月にチバテレを退職しているが、引き続き千葉県代表校のベンチリポートを担当。